# Mistrzostwa Świata w Kolarstwie Przełajowym 2011
62. Mistrzostwa Świata w Kolarstwie Przełajowym 2011 odbyły się w niemieckim mieście St. Wendel, w dniach 29 - 30 stycznia 2011 roku.

## Medaliści
| Konkurencja:                | Złoto:            | Czas      | Srebro:           | Czas     | Brąz:         | Czas     |
| Klasyfikacja mężczyzn       |                   |           |                   |          |               |          |
| Elite (30 stycznia 2011)    | Zdeněk Štybar     | 1:06:37 h | Sven Nys          | + 0:18 m | Kevin Pauwels | + 1:15 m |
| U-23 (29 stycznia 2011)     | Lars van der Haar | 52:01 m   | Mike Teunissen    | + 0:01 m | Karel Hník    | + 0:01 m |
| Juniorzy (29 stycznia 2011) | Clément Venturini | 44:33 m   | Fabien Doubey     | + 0:15 m | Loïc Doubey   | + 0:15 m |
| Klasyfikacja kobiet         |                   |           |                   |          |               |          |
| Elite (30 stycznia 2011)    | Marianne Vos      | 40:31 m   | Katherine Compton | + 0:17 m | Kateřina Nash | + 0:20 m |

## Szczegóły

### Zawodowcy
| Medal | Zawodnik              | Narodowość | Czas      |
| ----- | --------------------- | ---------- | --------- |
|       | Zdeněk Štybar         | Czechy     | 1:06:37 h |
|       | Sven Nys              | Belgia     | + 0:18    |
|       | Kevin Pauwels         | Belgia     | + 1:15    |
| 4     | Francis Mourey        | Francja    | + 1:16    |
| 5     | Philipp Walsleben     | Niemcy     | + 1:18    |
| 6     | Klaas Vantornout      | Belgia     | + 1:23    |
| 7     | Marco Aurelio Fontana | Włochy     | + 1:51    |
| 8     | Bart Wellens          | Belgia     | + 2:01    |
| 9     | Christian Heule       | Szwajcaria | + 2:03    |
| 10    | Tom Meeusen           | Belgia     | + 2:03    |

### U-23
| Medal | Zawodnik          | Narodowość | Czas    |
| ----- | ----------------- | ---------- | ------- |
|       | Lars van der Haar | Holandia   | 52:01 m |
|       | Mike Teunissen    | Holandia   | + 0:01  |
|       | Karel Hník        | Czechy     | + 0:01  |
| 4     | Matthieu Boulo    | Francja    | + 0:03  |
| 5     | Tijmen Eising     | Holandia   | + 0:04  |
| 6     | Wietse Bosmans    | Belgia     | + 0:07  |
| 7     | Valentin Scherz   | Szwajcaria | + 0:13  |
| 8     | Joeri Adams       | Belgia     | + 0:24  |
| 9     | Jimmy Turgis      | Francja    | + 0:24  |
| 10    | Vincent Baestaens | Belgia     | + 0:30  |

### Juniorzy
| Medal | Zawodnik               | Narodowość | Czas    |
| ----- | ---------------------- | ---------- | ------- |
|       | Clément Venturini      | Francja    | 44:33 m |
|       | Fabien Doubey          | Francja    | + 0:15  |
|       | Loïc Doubey            | Holandia   | + 0:15  |
| 4     | Jakub Skála            | Czechy     | + 0:36  |
| 5     | Laurens Sweeck         | Belgia     | + 0:37  |
| 6     | Michael Vanthourenhout | Belgia     | + 0:45  |
| 7     | Dominic Zumstein       | Szwajcaria | + 0:51  |
| 8     | Silvio Herklotz        | Niemcy     | + 1:09  |
| 9     | Vojtěch Nipl           | Czechy     | + 1:18  |
| 10    | Stan Godrie            | Holandia   | + 1:29  |

### Kobiety
| Medal | Zawodnik                 | Narodowość        | Czas    |
| ----- | ------------------------ | ----------------- | ------- |
|       | Marianne Vos             | Holandia          | 40:31 m |
|       | Katherine Compton        | Stany Zjednoczone | + 0:17  |
|       | Kateřina Nash            | Czechy            | + 0:20  |
| 4     | Hanka Kupfernagel        | Niemcy            | + 0:42  |
| 5     | Jasmin Achermann         | Szwajcaria        | + 1:10  |
| 6     | Sanne van Paassen        | Holandia          | + 1:20  |
| 7     | Christel Ferrier-Bruneau | Francja           | + 1:42  |
| 8     | Pauline Ferrand-Prevot   | Francja           | + 1:42  |
| 9     | Sanne Cant               | Belgia            | + 2:00  |
| 10    | Sabine Spitz             | Niemcy            | + 2:00  |

## Tabela medalowa
| Miejsce | Państwo  |   |   |   |   |
| ------- | -------- | - | - | - | - |
| 1.      | Holandia | 2 | 1 | 0 | 3 |
| 2.      | Francja  | 1 | 1 | 1 | 3 |
| 3.      | Czechy   | 1 | 0 | 2 | 3 |
| 4.      | Belgia   | 0 | 1 | 1 | 2 |
| 5.      | USA      | 0 | 1 | 0 | 1 |